# Sa’id al-Uwajran
Sa’id al-Uwajran, Saeed Al-Owairan (arab. سعيد العويران, Saʿīd al-ʿUwayrān; ur. 19 sierpnia 1967 w Rijadzie) – saudyjski piłkarz.
Wraz z reprezentacją Arabii Saudyjskiej wywalczył drugie miejsce w Pucharze Konfederacji (w finale strzelił bramkę Argentynie), a także wicemistrzostwo w rozgrywkach kontynentalnych. Częściowo przyczynił się do awansu swojego zespołu do amerykańskich finałów Mistrzostw Świata, w eliminacjach zaliczając 7 trafień. Na tym turnieju należał do wyróżniających się postaci swojej drużyny. W spotkaniu z Belgią kończącym fazę grupową, zdobył jedynego gola decydującego o zwycięstwie Arabów. Został on później uznany przez niektórych obserwatorów za najpiękniejsze trafienie w całym turnieju. W trakcie akcji ominął pięciu rywali, a następnie strzelił gola. Po Mistrzostwach Świata al-Uwajran otrzymał tytuł Piłkarza Roku w Azji. W niedługim jednak czasie w wyniku problemów z alkoholem trafił do więzienia. Powrócił do kadry na Puchar Konfederacji odbywający się w 1997 roku w jego ojczyźnie. Zagrał również w dwóch spotkaniach podczas mundialu we Francji, przeciwko Danii oraz gospodarzom.